# Грк, Душан
Душан Грк (серб. Душан Грк / Dušan Grk; 7 апреля 1906, Кленци — 15 марта 1994, Подгорица) — югославский боснийский военный и политический деятель, Народный герой Югославии.

## Биография
Родился 7 апреля 1906 в деревне Кленци около Столаца. Рано потерял родителей. До Второй мировой войны работал земледельцем и шофёром. Призван в югославскую армию перед Апрельской войной, командовал артиллерийским отделением 61-го полка. До 16 апреля 1941 сражался против итальянцев под Скадаром, после чего сбежал домой во избежание интернирования. После капитуляции Югославии примкнул к вооружённому сопротивлению и образовал роту из добровольцев общин Дивин и Берковичи, которая охраняла население деревни Ябуке между Кубашом и Засаде. 27 июля она ввязалась в бой с усташами около Предоле, приняв боевое крещение.
В конце августа Душан со своей ротой успел нанести поражения гарнизонам местечек Берковичи, Дивин, Плана и Билеча. Осенью продолжил работу по организации партизанских отрядов, с октября 1941 года член Коммунистической партии Югославии (в должности командира Милавичской партизанской роты). С конца декабря политрук Столацкого партизанского батальона, с конца марта 1942 года — заместитель командира Южногерцеговинского партизанского отряда. Участвовал в боях против итальянцев и усташей за Храсно и Пребиловац в конце апреля — начале мая 1942 года.
С марта 1942 года Душан — член Столацкого районного комитета КПЮ и постоянный политработник. В конце мая в Звиерине его схватили в больнице четники и итальянцы, однако ночью Грк сбежал из тюрьмы и пробился с группой солдат к Оперативному штабу НОАЮ в Герцеговине. Больницу удалось отбить силами герцеговинских партизан и подкрепления из 1-й пролетарской ударной бригады. С июня 1942 года после отхода из Герцеговины Грк был заместителем командира 1-го батальона 10-й герцеговинской бригады, а затем стал и командиром. В январе 1943 года по приказу из штаба бригады отправлен во Влашич для образования новых отрядов. К концу января 1943 года после образования Южногерцеговинского партизанского отряда избран в Среднегерцеговинский окружной комитет КПЮ. Командовал отрядом после включения его в состав 10-й герцеговинской бригады, в том числе и в битве на Сутьеске.
С июня 1943 года Душан занимается политической работой. Состоял в Столацком районного комитете КПЮ. С октября стал председателем районного народно-освободительного комитета, с 1944 года — председатель Южногерцеговинского народного-освободительного комитета и член Южногерцеговинского окружного комитета КПЮ. С сентября 1944 года член Герцеговинского комитета при Едином народно-освободительном фронте Югославии и Герцеговинской областной народно-освободительной скупщины. Член Земельного антифашистского вече народного освобождения Боснии и Герцеговины и Антифашистского вече народного освобождения Югославии. С октября 1944 по октябрь 1945 — глава Герцеговинского областного комитета ЕНОФ.
После войны Душан Грк продолжил заниматься политикой. С 1947 по 1960 годы он возглавлял Главный комитет Социалистического союза трудового народа Боснии и Герцеговины, входил в Социалистический союз трудового народа Югославии, до 1973 года был в Главном комитете Союза объединений ветеранов Народно-освободительной войны Югославии. Депутат Республиканской и Союзной скупщин.
Скончался 15 марта 1994 в Подгорице.
Кавалер множества орденов и медалей. Народный герой Югославии (указ от 23 июля 1952 года).